# St. Josef (Fuchshofen)

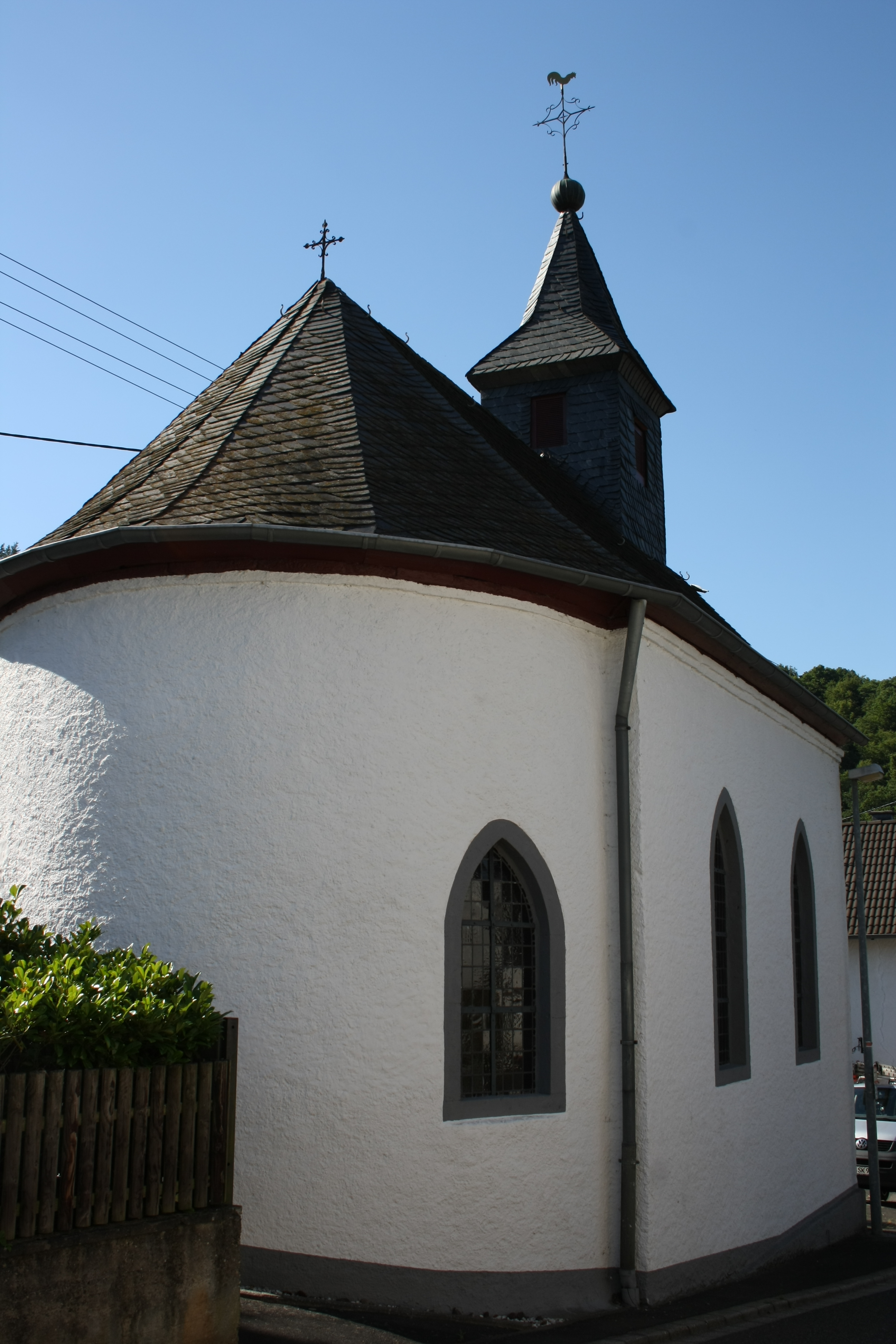
Kirche St. Josef in Fuchshofen

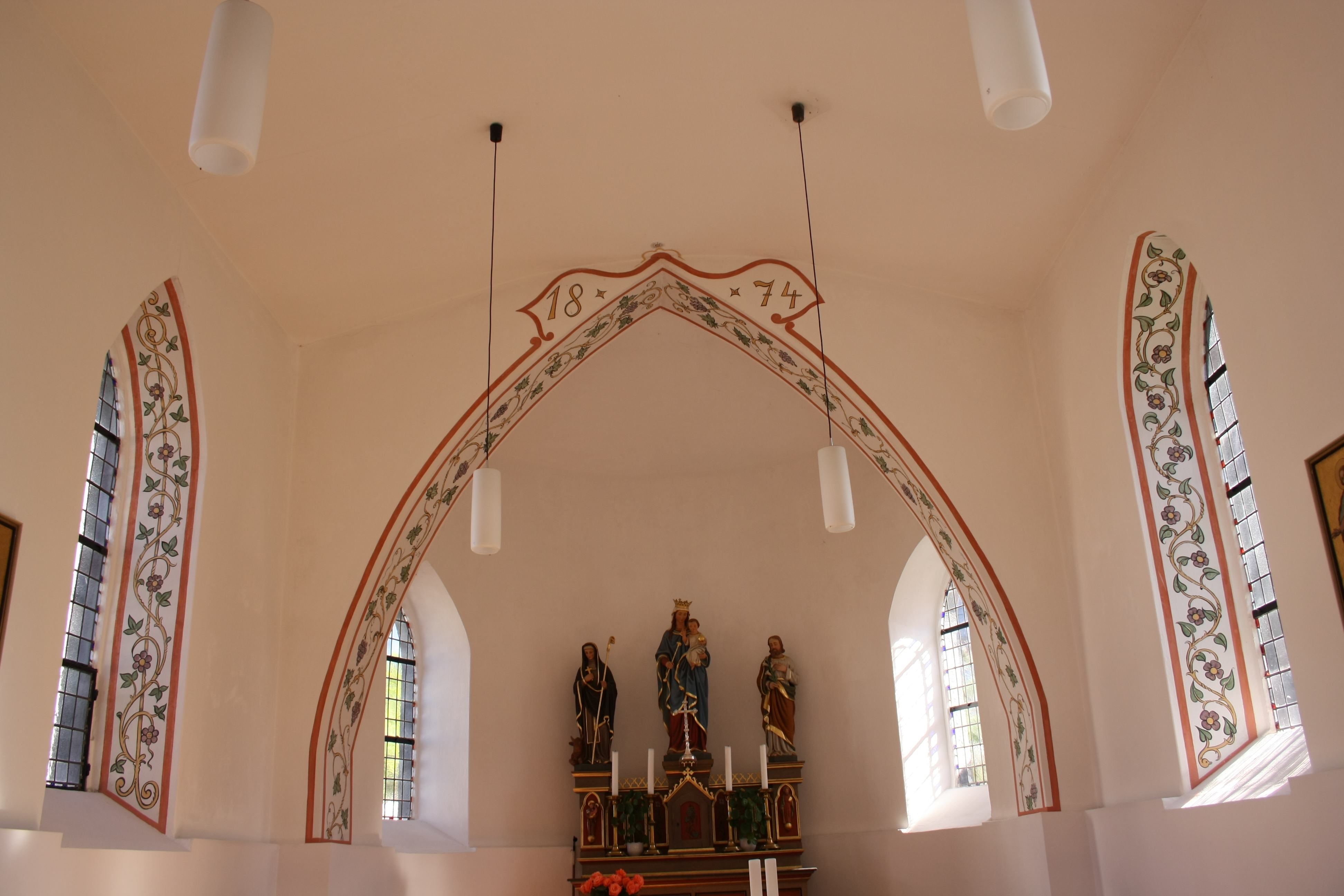
Innenansicht (2010)

Die katholische Filialkirche St. Josef in Fuchshofen, einer Ortsgemeinde im Landkreis Ahrweiler in Rheinland-Pfalz, wurde von 1870 bis 1874 errichtet. Die Filialkirche gehört zur Pfarrei St. Michael in Reifferscheid.

## Geschichte
Die dem heiligen Josef geweihte Kirche wurde erbaut, nachdem der Ort 1862 zur selbständigen Gemeinde erhoben wurde. Eine Sammlung im ehemaligen Kreis Adenau und die Bereitschaft der Ortsbewohner Hand- und Spanndienste zu leisten machten den Bau möglich.

## Architektur
Die Kirche hat eine Länge von 9,52, eine Breite von 5,02 Metern und eine Höhe von 5,41 Metern. Ein Spitzbogen trennt den Chor vom Gebetsraum ab. Der aus Holz gefertigte Altar stammt von 1874. Der Altaraufsatz besitzt in der Mitte einen Tabernakel und wird von drei Heiligenstatuen bekrönt. Es befindet sich in der Mitte Maria mit Kind, rechts der heilige Josef und links die heilige Brigitta, die zweite Patronin der Kirche. Bei der Renovierung im Jahr 1972 wurde das Dach mit dem aufgesetzten Dachreiter, der zwei 1965 gegossene Glocken besitzt, erneuert. Ebenso wurde der Zelebrationsaltar aus Sandstein aufgestellt. Die Unterseiten des Spitzbogens und die Fensterinnenseiten sind mit Blütenrankenmotiven versehen. Die Bleiglasfenster sind schlicht und ohne Darstellungen.